# Våldshämmande mekanismer

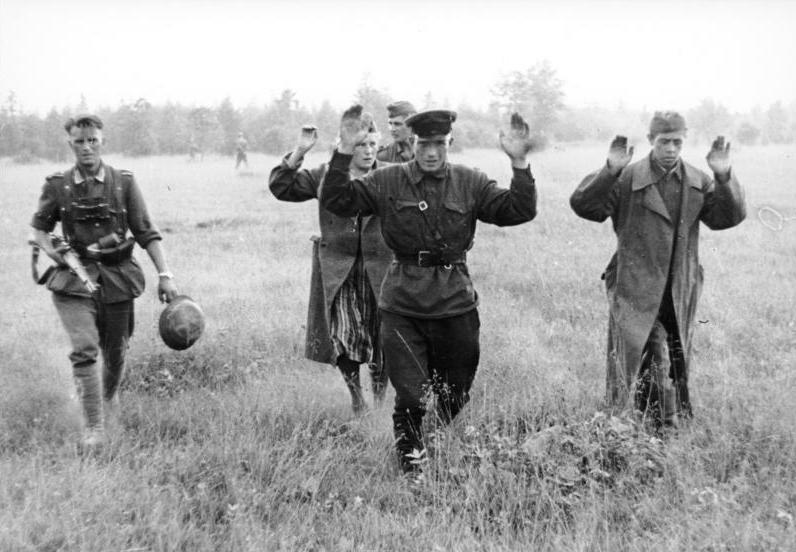
Till våldshämmande mekanismer hör inlärda beteenden som syftar till att våldet upphör. Här en grupp soldater som kapitulerat, vilket de visar genom att gå med händerna uppe.

Våldshämmande mekanismer (violence inhibition mechanism) är inom etologin ett begrepp för en social funktion i djurvärlden, som syftar på beteenden och reaktiva känslor som kontrollerar aggressioner inom arten.
De flesta grupplevande djur har beteenden som hämmar våld. En aggressiv hund som ser sin motståndare blotta strupen lugnar ner sig, varmed kampen är över; den aggressiva hunden underlåter då att krossa sin motståndare. Även människan har i normalfallet sådana mekanismer, till exempel reagerar människor på gråt och rädsla genom att sluta vara arga, och det finns bland annat kulturellt styrda konventioner för när det är accepterat att gråta. Människor socialiseras moraliskt genom att lära sig känslomässigt känna igen sådana våldshämmande signaler, och genom att lära sig hur och när man får signalera att den andre ska lugna ner sig.
Hos psykopater verkar dessa våldshämmande mekanismer vara dysfunktionella. Eftersom de saknar empati fungerar inte gråt och rädsla våldshämmande, de är likgiltiga och får inte skuldkänslor. De kan också missbruka mekanismerna för psykologisk manipulation (till exempel att gråta vid en rättegång för att få medlidande och därmed försöka komma lindrigare undan). Denna dysfunktionella våldshämmande funktion kan antingen bero på att psykopater har en medfödd neurobiologisk avvikelse, eller på att deras moraliska socialisation inte fungerat.
Kollektivt våld (till exempel institutionaliserat våld, terrorism) tenderar att bli våldsammare och hänsynslösare än individuellt våld (till exempel man mot man), i synnerhet när det är hämndaktioner. I sådana fall fungerar bland annat fördömanden från det egna samhället våldshämmande.